# Кёсево
Кёсево (болг. Кьосево) — село в Болгарии. Находится в Кырджалийской области, входит в общину Кырджали. Население составляет 188 человек.

## Политическая ситуация
В местном кметстве Кёсево, в состав которого входит Кёсево, должность кмета (старосты) исполняет Раим Наим Идриз (Движение за права и свободы (ДПС)) по результатам выборов правления кметства.
Кмет (мэр) общины Кырджали — Хасан Азис (Движение за права и свободы (ДПС)) по результатам выборов в правление общины.